# Liolaemus bitaeniatus
Espèce
Statut de conservation UICN

 LC  : Préoccupation mineure
Liolaemus bitaeniatus est une espèce de sauriens de la famille des Liolaemidae.

## Répartition
Cette espèce est endémique d'Argentine. Elle se rencontre dans les provinces de Tucumán, de Salta, de Jujuy et de Catamarca. On la trouve entre 700 et 3 100 m d'altitude. Elle vit dans le chaco.

## Description
C'est un saurien ovipare.

## Publication originale
- Laurent, 1984 : Tres especies nuevas del genero Liolaemus (Reptilia, Iguanidae). Acta Zoologica Lilloana, vol. 37, no 2, p. 273-294.